# 1-я гвардейская морская железнодорожная артиллерийская бригада
1-я гвардейская морская железнодорожная артиллерийская Красносельская Краснознамённая бригада — гвардейское формирование (соединение, морская железнодорожная артиллерийская бригада) железнодорожной береговой артиллерии ВМФ ВС СССР, в Великой Отечественной войне, до 22 января 1944 года — 101-я морская железнодорожная артиллерийская бригада.

## История
К началу боёв за Ленинград железнодорожная артиллерия Балтийского флота насчитывала четыре артиллерийские железнодорожные батареи:
- 11-ю (из трёх ТМ-1-14, 356-мм орудия), эвакуировавшуюся с полуострова Пакри (Эстония);
- 12-ю (из трёх ТМ-1-180, 180-мм орудия), эвакуировавшуюся с полуострова Пакри;
- 18-ю (из трёх ТМ-1-180, 180-мм орудия), эвакуировавшуюся из Либавы;
- 19-ю (из четырёх ТМ-1-180, 180-мм орудия), прибыла из Николаева взамен ушедшей на Чёрное море 16-й батареи.

Данные батареи вели бои с июля 1941 года на Лужском рубеже, ведя огонь с позиций Усть-Луги, Керстово, Кихтолки, а затем — из-под Копорья и Калища. Так, 11-я батарея только за первую половину сентября 1941 года выпустила 568 снарядов, уничтожив 35 танков, 12 артиллерийских орудий, до батальона пехоты в районах Ивановское, Поречье, Большой Сабск и Кингисепп, полностью разгромила железнодорожный поезд и разрушила мост через реку Луга.
Кроме того, бои за Ханко вели 7-я (из трёх ТМ-3-12, 305-мм орудия), 17-я (из трёх ТМ-1-180, 180-мм орудия) и 10-я (три 100-мм орудия на приспособленных платформах)
В июне 1941 года было принято решение о создании 130-мм и 152-мм (морские орудия МУ-2 и Б-38) железнодорожных артиллерийских батарей, первые из которых с августа 1941 года начали выдвижение на позиции. Всего на заводе «Большевик» и Октябрьской железной дороге было создано 29 отдельных двухорудийных артиллерийских батарей, по мере их комплектования передавались в РККА для обороны южных подступов к Ленинграду. Батареи были впоследствии сведены в семь артиллерийских дивизионов (№ 1-7), четыре из которых были сформированы в РККА:
- 1-й отдельный тяжёлый артиллерийский дивизион (12-я, 18-я, 19-я батареи 180-мм орудий) с 8 ноября 1941 по 15 декабря 1941 года;
- 2-й отдельный тяжёлый артиллерийский дивизион (4 батареи 130-мм орудий) с 12 октября 1941 по 5 февраля 1942 года;
- 3-й отдельный тяжёлый артиллерийский дивизион (4 батареи 130-мм орудий) с 25 сентября 1941 по 5 февраля 1942 года;
- 4-й отдельный тяжёлый артиллерийский дивизион (4 батареи 130-мм орудий) с 15 октября 1941 по 5 февраля 1942 года;

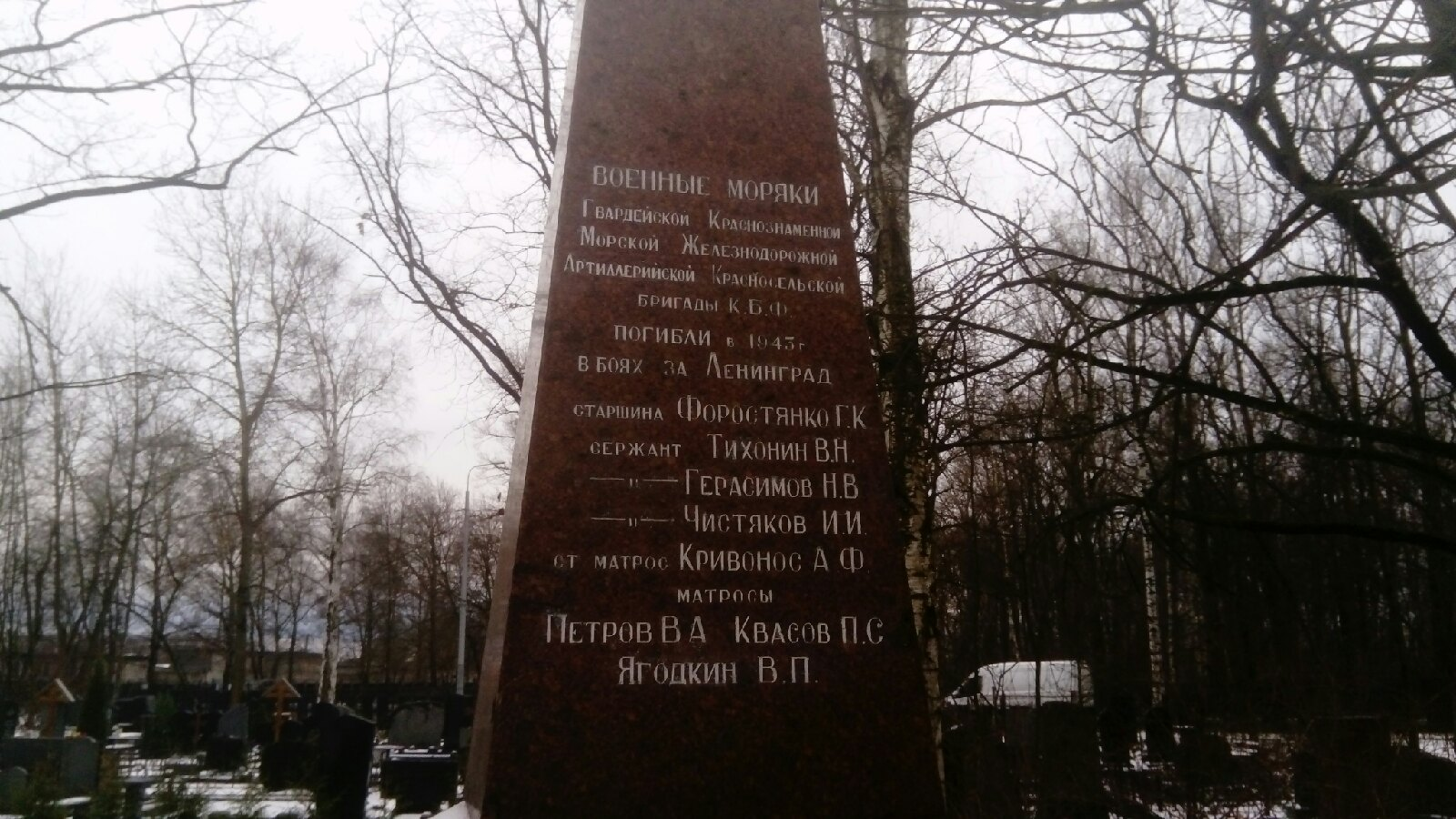
Мемориал погибшим в 1943 году военным морякам Гвардейской Краснознаменной Морской Железнодорожной Артиллерийской Красносельской бригады КБФ на Ново-Волковском кладбище в Санкт-Петербурге

Артиллерийские дивизионы с сентября 1941 года активно использовались в боевых действиях на южных окраинах Ленинграда, отражая атаки немецких войск, ведя контрбатарейную стрельбу. Так, в декабре 1941 года — январе 1942 года 2-й дивизион находится в распоряжении 55-й армии, 3-й дивизион в распоряжении 42-й армии, а в конце января передавался в распоряжение 54-й армии, однако поддерживал ли её в наступлении близ Погостья — неизвестно, поскольку рубеж находился вне досягаемости орудий из Ленинграда. С сентября 1941 года по январь 1942 года 56 орудий 12-и железнодорожных батарей провели 2170 стрельб, израсходовав 26 387 снарядов.
В первые дни февраля 1942 года все дивизионы были переданы в состав Балтийского флота и вошли в состав сформированной 8 января 1942 года 101-й морской железнодорожной артиллерийской бригады При сформировании бригада насчитывала 28 батарей и 63 орудия, что сделало её самым крупным артиллерийским соединением фронта. Штаб бригады дислоцировался в вагонах на Финляндской-Товарной станции, недалеко от Комаровского моста на Малой Охте.
Бригада в составе действующей армии во время Великой Отечественной войны с 1 февраля 1942 года по 22 января 1944 года как 101-я морская бригада железнодорожной артиллерии и с 22 января 1944 года по 9 мая 1945 года как 1-я гвардейская морская железнодорожная артиллерийская бригада.
Ни одна операция Ленинградского фронта не проводилась без участия железнодорожной артиллерии.
Так, с 19 августа 1942 года силами 12-й, 19-й, 1104-й, 1105-й, 1106-й, 1107-й, 1112-й, 1113-й и 1115-й батарей поддерживает 55-ю армию в Усть-Тосненской операции. В ходе операции в результате самовоспламенений 19-й бригаде были потеряны два транспортёра с орудиями и в результате они ремонтировались в Кронштадте до осени 1944 года. С 27 августа 1942 года силами 12-й, 19-й, 1112-й, 1113-й, 1114-й и 1115-й батарей войска 8-й армии в Синявинской операции, нанося удары в районы Мга, Сологубовка, Лезье, Погорелушка, Синявино, Келколово, Рабочий посёлок № 6 и № 2, совхоз «Торфяник».
В начале января 1943 года большая часть батарей бригады была передислоцирована в район боевых действий 55-й армии и были созданы три артиллерийские группы: южная, северная и городская. В ходе прорыва блокады 40 орудиями наносит удары по укреплениям войск противника на Неве и в глубине обороны, располагаясь на ветках Всеволожск — Морозово (орудие 11-го дивизиона, 12-й дивизион, 2 батареи 403-го дивизиона, 402-й дивизион), Ржевка — Мга (орудие 11-го дивизиона, 2 батареи 407-го дивизиона, 18-й и 405-й дивизионы), Ржевка в направлении Рыбацкое (орудие 19-го дивизиона), Ленинград — Колпино (орудие 11-го) дивизиона, орудие 19-го дивизиона, 2 батареи 403-го дивизиона), Ленинград — Шушары (404-й и 406-й дивизионы). Когда было усилено давление на позиции 42-й армии, бригада приступила к контрбатарейной стрельбе. С 12 по 26 января 1943 года бригада провела 843 стрельбы и израсходовала свыше 10 тысяч снарядов. 107 раз удары наносились по батареям противника, ведущим огонь, залпами бригады было разрушено 11 мощных узлов сопротивления; в 49 случаях рассеяны скопления живой силы и техники; во время артналёта по Мге возник пожар и наблюдался взрыв большой силы.
В 1943 году бригада в основном подавляет огонь артиллерийских орудий противника, уничтожает наблюдательные посты и аэростаты наблюдения. В сентябре 1943 года был сформирован 3-й Ленинградский артиллерийский контрбатарейный корпус, в оперативное подчинение которому была передана бригада. С 13 сентября 1943 года бригаду прикрывает специально созданная 13-я артиллерийская авиационная эскадрилья ВВС Балтийского флота (с января 1945 года вообще передана в подчинение бригаде) За время боёв под Ленинградом бригада уничтожила 28 батарей противника и 69 отдельных орудий; кроме того, немецкое командование, опасаясь налётов батареи, было вынуждено постоянно передислоцировать свою артиллерию, что сокращало её использование. Так, после создания корпуса, в октябре 1943 года в Ленинграде разорвалось вдвое меньше снарядов, в сравнении с сентябрём 1943 года.
В конце 1943 года вся артиллерия Балтийского флота была сведена в 5 артиллерийских групп. Крупнокалиберные батареи № 11, 12, 18 и 19 вошли в 5-ю артиллерийскую группу, которой предстояло действовать на красносельском направлении. Перед группой ставилась задача подавления дальнобойной артиллерии противника в районах Беззаботного и Насталово и нарушения дорожного сообщения в зоне Красного Села, посёлка Володарского, Красногвардейска, Пушкина и Покровского. За несколько дней до начала Ленинградско-Новгородской операции батареи бригады были передислоцированы на новые огневые позиции, ближе к линии фронта. Боевое управление в целях обеспечения бесперебойности и живучести одновременно организовывалось с двух пунктов. Орудия бригады поддерживали огнём наступающие войска 42-й армии, производя залпы своих мощных орудий по укреплённым позициям противника, в частности, по Красному Селу и господствующему над местностью укреплённом району Воронья Гора. Только за первый день наступления орудия бригады 136 раз открывали огонь и израсходовали 7 тысяч снарядов. 21 января 1944 года бригада была подчинена командованию Ленинградского фронта и 406-й артиллерийский дивизион, бронепоезда «За Родину!» и «Балтиец» передислоцировались на правый фланг 2-й ударной армии из района Ораниенбаума в район Калише. Частью сил принимает участие в освобождении Красногвардейска. С 15 по 20 января 1944 года бригада провела 435 стрельб и израсходовала 10 172 тяжёлых снарядов. 249 залпов было дано на подавление огня вражеских батарей, 28 раз были рассеяны колонны живой силы и техники, 74 раза были нанесены удары по узлам сопротивления. Кроме того, бригада держала под непрерывным огнём коммуникации и места расположения командных пунктов и штабов противника.

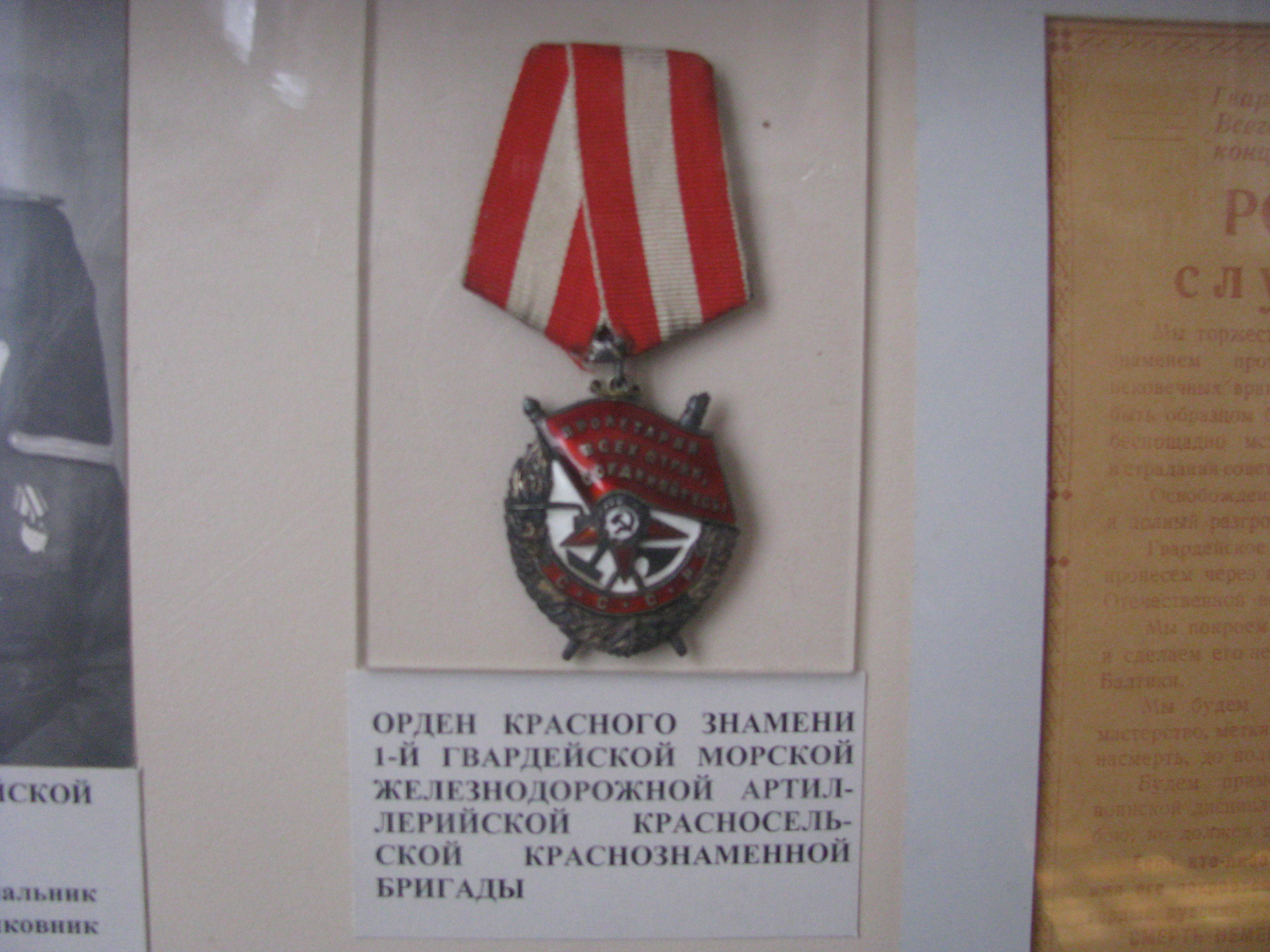

22 января 1944 года бригада преобразована в 101-ю гвардейскую морскую железнодорожную артиллерийскую бригаду.
24 января 1944 года бригаде было присвоено почётное наименование «Красносельская».
22 марта 1944 года бригада была награждена орденом Красного Знамени и переименована в 1-ю гвардейскую морскую железнодорожную артиллерийскую Красносельскую Краснознамённую бригаду.
В 1943—1944 годах управление бригады базировалось в Гарболово. Перед началом Выборгской операции вновь вся артиллерия Балтийского флота была сведена уже в 4 артиллерийские группы. Бригада вошла в 1-ю группу и заняла позиции в близости к фронту, на станциях Грузино, Пери и на шести тупиковых позициях в районе Левашово, Дибуны, Чёрная Речка. С 10 июня 1944 года ведёт огонь по финским позициям, так, 11 июня 1944 года производит налёт 31 выстрелом трёх 180-мм орудий 12-й батареи по Тюрасово. Об активности бригады можно судить по действиям 403-го дивизиона, который с 9 по 15 июня 1944 года провёл 68 стрельб, 57 из них достигших целей. Поддерживая войска в наступлении, бригада продвигалась вслед за ними, и 180-мм орудиями батареи № 18 вела огонь со станции Мустамяки, батареи № 19 — из района станции Перк-Ярви по финским опорным пунктам в районах Кямяря (ныне Гаврилово), Лейпясуо, Хумала (ныне Ермилово); подойдя к Выборгу, принимала участие в его освобождении. Орудия бригады вели огонь также по острову Тейкассаари.
27 июля 1944 года 403-й дивизион попал под мощную бомбардировку на станции Сомме, потерял только убитыми 175 человек , включая командира дивизиона (собственно, Матросово и переименовано в честь воинов бригады, в посёлке имеется обелиск над братской могилой, посвящённый памяти бойцов бригады). По данным ОБД «Мемориал» 27 июля погибло 8 человек и 17 было ранено
В январе 1945 года 406-м и 407-м дивизионами действует в районе Мемеля и принимает участие в его освобождении 28 января 1945 года.
В феврале 1945 года часть бригады была переведена на позиции у Рижского залива, десятью орудиями 12-й, 18-й и 19-й батарей вошла в состав Либавской артиллерийской группы. С проложенной железнодорожной ветки от Свента до станции Циниус ведёт огонь по Либаве, орудия провели 56 стрельб, израсходовав 684 снаряда.
В апреле 1945 года пятью батареями (4180-мм орудия и 1130-мм орудие) с позиций в районе станций Гутельфельд и Левенхольм участвует в штурме Кёнигсберга, в составе 11-й гв. А 3-го БелФ. После его взятия 18-я батарея была перебазирована в район Пиллау, с 19 по 25 апреля 1945 года вела огонь по городу и порту, огнём потопила подводную лодку, тральщик и четыре вспомогательных судна противника. Поддерживала огнём морской десант высаженный на косу Фриш-Нерунг. После этого до конца войны действует против курляндской группировки противника.
Последние выстрелы производит 9 мая 1945 года по порту Либавы и отходящему немецкому транспортному судну.
За годы Великой Отечественной войны батареи бригады провели около 22,5 тысяч боевых стрельб и выпустили по врагу более 250 тысяч снарядов. Огнём бригады было уничтожено и подавлено свыше 100 артиллерийских батарей, сожжено и подбито более 80 танков и 300 автомашин, потоплено 34 буксира и катера, 10 транспортов, повреждено 2 эсминца, сбито 18 самолётов противника.
Свыше 9500 краснофлотцев, старшин, сержантов и офицеров бригады удостоены правительственных наград.

## Состав
- управление (штаб);
- 401-й железнодорожный артиллерийский дивизион (бывший 1-й отдельный тяжёлый артиллерийский дивизион). Состав: 12-я, 18-я, 19-я батареи 180-мм орудий, в составе действующего ВМФ с 1 февраля 1942 по 1 июля 1943 года — расформирован.

Командиры дивизиона: майор Калашников И. Е., капитан Копнин В. И.;
- 402-й железнодорожный артиллерийский дивизион (бывший 2-й отдельный тяжёлый артиллерийский дивизион). Состав: 1100-я (бывшая ЮБ-57-20), 1101-я (ЮБ-57-21), 1102-я (ЮБ-57-22), 1103-я (ЮБ-57-23) батареи 130-мм орудий, в составе действующего ВМФ с 1 февраля 1942 по 24 января 1944 года (1-е формирование), с 31 августа 1944 по 9 мая 1945 года (2-е формирование).

Командиры дивизиона: капитан Тудер Л. М., майор Иващенко Г. В., майор Гранин Б. М., майор Зотов Н. Ф., подполковник Тупиков Я. Д.;
- 403-й железнодорожный артиллерийский дивизион (бывший 3-й отдельный тяжёлый артиллерийский дивизион). Состав: 1104-я (бывшая ЮБ-57-24), 1105-я (ЮБ-57-25), 1106-я (ЮБ-57-26), 1107-я (ЮБ-57-27) батареи 130-мм орудий, в составе действующего ВМФ с 5 февраля 1942 по 9 мая 1945 года. Командиры дивизиона: капитан Холодок М. Р., майор Удовенко М. С., майор Волновский Н. З.[11], майор Калашников И. Е.[12], майор Журбенко Г. П.[13];
- 404-й гвардейский железнодорожный артиллерийский дивизион (бывший 4-й отдельный тяжёлый артиллерийский дивизион). Состав: 1108-я (бывшая ЮБ-57-28), 1109-я (ЮБ-57-29), 1110-я (ЮБ-57-30), 1111-я (ЮБ-57-31) батареи 130-мм орудий, в составе действующего ВМФ с 1 февраля 1942 по 9 мая 1945 года.

Командиры дивизиона: майор Холодок М. Р., майор / подполковник Тудер Л. М., майор Калашников И. Е., майор Сныткин А. С.
Штаб дивизиона дислоцировался на ветке Витебского вокзала и территории фабрики подбивочных материалов за мостом через Обводный канал;
- 405-й гвардейский железнодорожный артиллерийский дивизион (бывший 5-й железнодорожный артиллерийский дивизион). Состав: 1012-я (бывшая ЮБ-57-32), 1113-я (ЮБ-57-33), 1114-я (ЮБ-57-34), 1115-я (ЮБ-57-35) батареи 130-мм орудий, в составе действующего ВМФ с 1 февраля 1942 по 9 мая 1945 года.

Командиры дивизиона: подполковник Видяев Д. И., майор Будков Н. Ф.;
- 406-й железнодорожный артиллерийский дивизион (бывший 6-й железнодорожный артиллерийский дивизион). Состав: 1116-я (бывшая 36-я, 43-я), 1117-я (бывшая 37-я, 47-я) батареи 130-мм орудий, 1118-я (бывшая 38-я, 45-я) батарея 120-мм орудий, 1119-я (бывшая 39-я, 46-я) батарея 88-мм орудий, в составе действующего ВМФ с 1 февраля 1942 по 9 мая 1945 года.

Командиры дивизиона: майор Тупиков Я. Д., подполковник Гранин Б. М.
Штаб дивизиона дислоцировался на подъездных путях торгового порта;
- 407-й железнодорожный артиллерийский дивизион (бывший 7-й железнодорожный артиллерийский дивизион). Состав: 1120-я (бывшая 46-я, 40-я) батарея 100-мм орудий, 1121-я (ЮБ-57-34), 1122-я (ЮБ-58-42), батареи 152-мм орудий, в составе действующего ВМФ с 1 февраля 1942 по 9 мая 1945 года.

Командиры дивизиона: подполковник Крайнев Н. Н., майор Жук С. И., майор Барбакадзе Г. И., капитан Ошеверов Г. М.
Штаб дивизиона дислоцировался на станции Витебская-Товарная;
- 11-я гвардейская отдельная железнодорожная артиллерийская батарея (три 356-мм орудия). В составе действующей армии с 22 июня 1941 по 9 мая 1945 года.

Командиры батареи: майор Жук С. И., капитан Мазанов М. И., майор Крайнов С. Ф. (с 4.1943), капитан Бутко И. М.;
- 12-я отдельная железнодорожная артиллерийская батарея (три 180-мм орудия), отдельная после расформирования 401-го железнодорожного артиллерийского дивизиона с 1 июля 1943 года.

Командиры батареи: майор Барбакадзе Г. И., капитан Бондарев А. Г., майор Марчуков А. В.;
- 18-я отдельная железнодорожная артиллерийская батарея (три 180-мм орудия), отдельная после расформирования 401-го железнодорожного артиллерийского дивизиона с 1 июля 1943 года. В 1945 — вошла в состав 404-й ждадн.

Командиры батареи: капитан Лисецкий В. П., майор Крайнев Н. Н., майор Жилин А. М., майор Меснянкин В. Н., капитан 3-го ранга Антощенко П. И.;
- 19-я отдельная железнодорожная артиллерийская батарея (три 180-мм орудия), «отдельная» — после расформирования 401-го железнодорожного артиллерийского дивизиона с 1 июля 1943 года, вошёл в состав 402 ждадн.

Командиры батареи: майор Крайнев Н. Н., капитан Баранов А. З., майор Меснянкин В. Н., капитан Дробязко А. К.; капитан Шпикин В. С. (врид в 5.1944);
- 294-я отдельная железнодорожная артиллерийская батарея (три 305-мм орудия) (бывшая 9-я отдельная железнодорожная артиллерийская батарея, орудия которой были захвачены финскими войсками на Ханко, возвращены в конце 1944 года). В составе действующей армии с 23 февраля 1945 по 9 мая 1945 года.

Командиры батареи: майор Жук С. И.;
- 45-й отдельный разведывательный артиллерийский дивизион. В составе действующего ВМФ с 10 июля 1944 по 9 мая 1945 года.

Командиры дивизиона: майор Калашников И. Е., капитан Проурзин Л. К.;
- 2-я отдельная разведывательная звукометрическая батарея железнодорожной артиллерии. В составе действующего ВМФ с 12 февраля 1942 по 27 октября 1943 года.

Командиры батареи: старший лейтенант Ушпаров В. П., старший лейтенант Беркович С. И.;
- 223-й отдельный разведывательный артиллерийский дивизион. В составе действующего ВМФ с 20 октября 1943 по 9 мая 1945 года.

Командиры дивизиона: старший лейтенант Беркович С. И., старший лейтенант Ушпаров В.П, майор Жук С. И.
- 7-й отдельный бронепоезд «Балтиец» (в состав 1-й гв. мждабр не входил). В составе действующей армии с 22 июня 1941 по 6 октября 1944 года, расформирован.

Командиры: майор Стукалов В. Д., капитан Пермский С. А. (с 4.1944);
- 8-й отдельный бронепоезд «За Родину» (в состав 1-й гв. мждабр не входил). В составе действующей армии с 22 июня 1941 по 6 октября 1944 года, расформирован.

Командиры: капитан Белоусов С. Г., майор Кропачев В. Г., капитан Второв Н. А.;
- 9-й отдельный бронепоезд (в состав 1-й гв. мждабр не входил). В составе действующей армии с 1 мая 1942 по 10 августа 1942 года, расформирован. Командиры: капитан Фостиропуло М. Г.[29];
- 30-й отдельный бронепоезд имени А. А. Жданова (в состав 1-й гв. мждабр не входил). В составе действующего ВМФ с 30 октября 1941 по 19 января 1943 года, передан в РККА.

Командиры: капитан-лейтенант Михайлов Л. Е.;
- Бригадная газета «Залп за Родину», редактор ст. лейтенант Жохов М. А.;

## Командование

### Командир, период
- Дмитриев Иван Николаевич, генерал-майор береговой службы, с 21.01.1942 по 30 (29).08.1943 года;[1]
- Смирнов, Дмитрий Сергеевич, генерал-майор, с 31 (30).08.1943 по 20.03.1944 года;[1]
- Кобец, Сергей Спиридонович, полковник, с 18.04.1944 по 09.05.1945 года;[1]

### Военный комиссар (период)
- Красников, С. А., бригадный комиссар (21.1-22.2.42);[1]
- Яичников, Г. М., полковой комиссар (22.2-15.10.42);[1]

### Начальник политического отдела (период)
- Красников, С. А., бригадный комиссар (22.2.42-5.42);[1]
- Утенков, А. П., полковой комиссар (5.42-9.42);[1]
- Яичников, Г. М., полковой комиссар, подполковник, полковник (15.10 42-24.9.44);
- Вишневский, Г. Н., подполковник (24.9.44-9.5.45);[1]

### Начальник штаба
- гвардии полковник Колтыпин Павел Павлович (1944—1945, в 9.1944 — врид ком-ра бригады)[32];

## Знаки отличия
| Почётное звание, наименование, орден | Дата       | За что получено |
| ------------------------------------ | ---------- | --- |
| «Гвардейская»                        | 24.01.1944 | «за проявленную в боях с немецко-фашистскими захватчиками отвагу, стойкость, мужество, дисциплину, организованность и героизм» |
| «Красносельская»                     | 24.01.1944 | «за проявленную в боях с немецко-фашистскими захватчиками отвагу, стойкость, мужество, дисциплину, организованность и героизм» |
| Орден Красного Знамени               | 22.03.1944 | «за отличные боевые действия в обороне Ленинграда, при прорыве блокады и разгроме немцев под Ленинградом»                      |